# Ialyssus tuberculatus
Genre
Espèce
 Ialyssus tuberculatus est une espèce de coléoptères de la famille des Cerambycidae, de la sous famille des Prioninae, de la tribu des Remphanini , du genre Ialyssus.

## Dénomination pour le genre
- Le genre Ialyssus  a été décrit par l'entomologiste français James Thomson en 1864[1].

### Synonymie pour le genre
- Jalyssus (Gemminger & Harold, 1872)[2]

## Dénomination  pour l'espèce
- l'espèce a été décrite par l'entomologiste français Guillaume-Antoine Olivier en 1795 [3].

### Synonymie pour l'espèce
- Ctenoscelis tuberculatus (Olivier) par Serville en 1832[4]
- Jalyssus tuberculatus (Olivier) par Gemminger & Harold en 1872
- Mecosarthron tuberculatus (Olivier) par Buquet en 1843
- Prionus tuberculatus (Olivier, 1795)

## Répartition
- Brésil, Guyane, Guyana.

### Articles liés
- Galerie des Cerambycidae